# Resa (film)
Resa är en svensk TV-film som hade premiär 15 februari 1965. Regissör var Håkan Ersgård och manusförfattare Per Olof Sundman.

## Rollista
- Märta Arbin
- Per-Axel Arosenius
- Margit Carlqvist – Kristina
- Dennis Dahlsten
- Kurt Emke
- Jan-Olof Strandberg – Sture Eriksson

### Fotnoter
1. ↑  ”Resa”. IMDb.com. http://www.imdb.com/title/tt0262729/?ref_=fn_al_tt_1. Läst 27 mars 2013.